# Columbários da Via Pescara
Columbários da Via Pescara, conhecido também como Columbários da Via Taranto, são dois columbários romanos localizados no número 2 da Via Pescara, no quartiere Tuscolano de Roma. As duas estruturas hipogeias foram descobertas na década de 1930 durante as obras de construção dos edifícios modernos hoje no local.

## História
Os columbários estão onde passavam, durante o período romano, a Via Latina e a Via Labicana. A partir de 1122 passou pela região o canal a céu aberto da Água Mariana (ou Marrana), construído pelo papa Calisto II. Mais tarde, o território foi todo ocupado por vinhas e casas de campo (casale), conservando sua característica rural até o final do século XIX. Somente em 1909 os terrenos ao longo do traçado medieval da Via Tuscolana foram incorporados à zona edificável de Roma. Em 29 de junho de 1932 foi descoberto o primeiro dos dois durante a construção dos edifícios no número 2 da Via Pescara; dias mais tarde, o segundo foi descoberto logo ao lado. Em ambos os casos, a descoberta se deu quando se realizavam furos da sustentação.
Quase que imediatamente um deles teve seus afrescos saqueados.

## Descrição
Os dois columbários abrigavam cinzas funerárias e somente o segundo recebeu também inumações. Eles acolhiam os restos dos sócios de uma corporação comercial ou os membros de uma mesma família, um termo que compreendia os escravos e os libertos. A gestão era entregue a um colégio funerário que se ocupava da manutenção, da compra e venda dos lóculos e da sua identificação.
O primeiro columbário ("Columbário 1"), de tamanho reduzido, conta com duas edículas laterais para abrigar as urnas e suas paredes, revestidas de reboco, são decoradas com uma imitação de opus quadratum. O teto apresenta ainda motivos com fitas, guirlandas e formas geométricas. A abóbada está decorada também com formas geométricas e flores; num dos requadros está pintada uma imagem da deusa romana Fortuna. Estão presentes ainda pinturas de romãs e cachos de uvas. Este túmulo remonta ao século I.
O segundo ("Columbário 2") apresenta dez nichos com vasos de terracota para as cinzas dos defuntos e mais três sepulturas utilizadas para inumações. Neste recinto está um molde de uma criança e caracteres gregos. As paredes são rebocadas e o teto é uma abóbada de berço. Este túmulo é posterior ao primeiro e foi datado no século II.